# Pustoszak
Pustoszak – (1427 m n.p.m.) szczyt w paśmie Arszycy, w północnej części Gorganów, które są częścią Beskidów Wschodnich. Szczyt ten jest pierwszym od zachodniej strony szczytem pasma Arszyca.